# KOBEとんぼ玉ミュージアム
KOBEとんぼ玉ミュージアム（こうべとんぼだまミュージアム）は、とんぼ玉をはじめとするランプワークのガラス工芸品をテーマとする美術館である。所在地は兵庫県神戸市の旧居留地。
ランプワークの技法により製作されたガラス工芸品（とんぼ玉、マーブル、コアガラス、スカルプチャー（ガラス細工）、バーナーブロー、ネオンアート、ペーパーウェイト）専門の展示・製作体験型美術館である。
日本におけるランプワークの拠点となるべく2005年7月13日に開館した。
展示室には羽原コレクションをはじめとする国内外の現代作家の作品を中心に常設展示するほか、随時企画展示を行う。展示室の隣に製作工房が設けられており、とんぼ玉制作体験もできる。

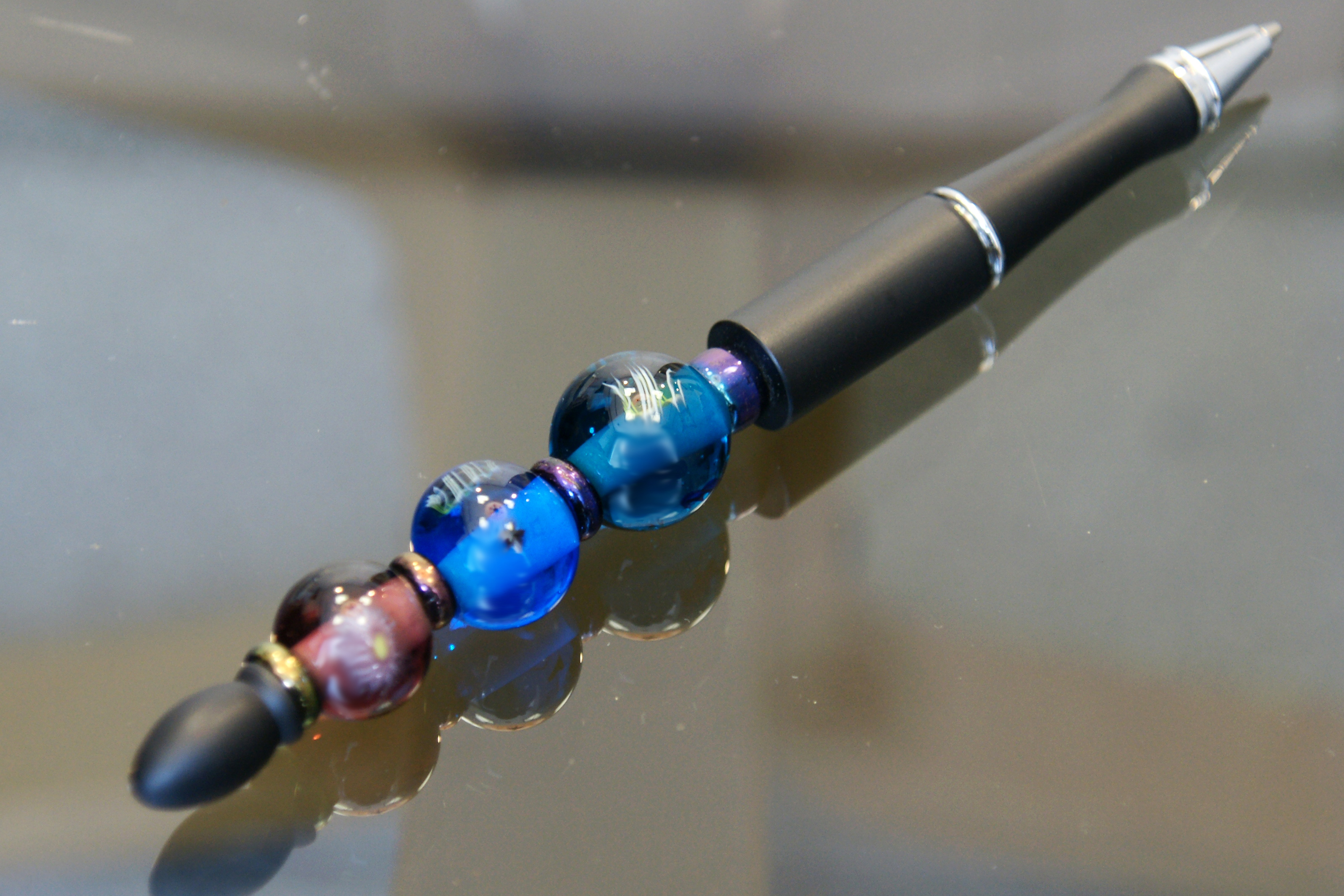
制作体験での作品

## 施設
- ライブラリーサロン
- ミュージアムショップ

## 利用情報
- 開館時間 10:00～19：00

（最終入館18：45）
- 休館日 - 年末年始

## 交通アクセス
- JR西日本 三ノ宮駅 徒歩10分
- JR西日本・阪神 元町駅 徒歩8分
- 阪急 神戸三宮駅 徒歩10分
- 阪神 神戸三宮駅 徒歩8分
- 神戸市営地下鉄山手線 三宮駅 徒歩10分
- 神戸市営地下鉄海岸線 旧居留地・大丸前駅 徒歩5分
- ポートライナー 三宮駅 徒歩10分
- 山陽新幹線 新神戸駅 車10分

## 周辺
旧居留地
- 神戸らんぷミュージアム（隣）
- 神戸ドールミュージアム
- THE FORTY FIFTH
- 大丸ミュージアム神戸
- ジーニアスギャラリー
- 旧居留地38番館
- 旧居留地十五番館
- 神戸市立博物館
- チャータードビル
- 神戸商船三井ビル
- 海岸ビル
- 神港ビル